# Jamhaur
Jamhaur là một thành phố và là một khu vực quy hoạch (notified area) của quận Aurangabad thuộc bang Bihar, Ấn Độ.

## Nhân khẩu
Theo điều tra dân số năm 2001 của Ấn Độ, Jamhaur có dân số 8575 người. Phái nam chiếm 52% tổng số dân và phái nữ chiếm 48%. Jamhaur có tỷ lệ 50% biết đọc biết viết, thấp hơn tỷ lệ trung bình toàn quốc là 59,5%: tỷ lệ cho phái nam là 60%, và tỷ lệ cho phái nữ là 38%. Tại Jamhaur, 18% dân số nhỏ hơn 6 tuổi.